# 布里奇曼島
62°04′S 056°44′W / 62.067°S 56.733°W

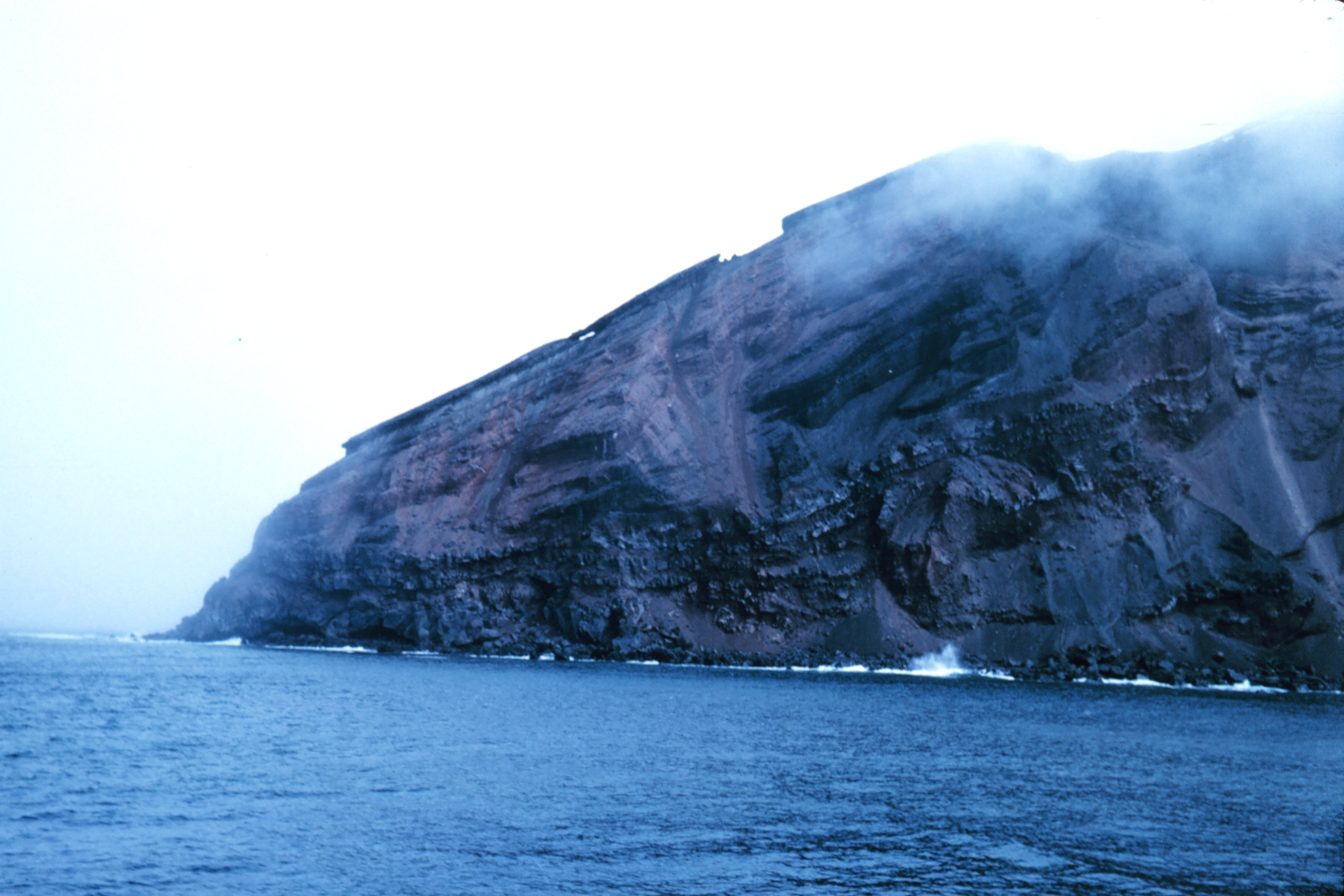

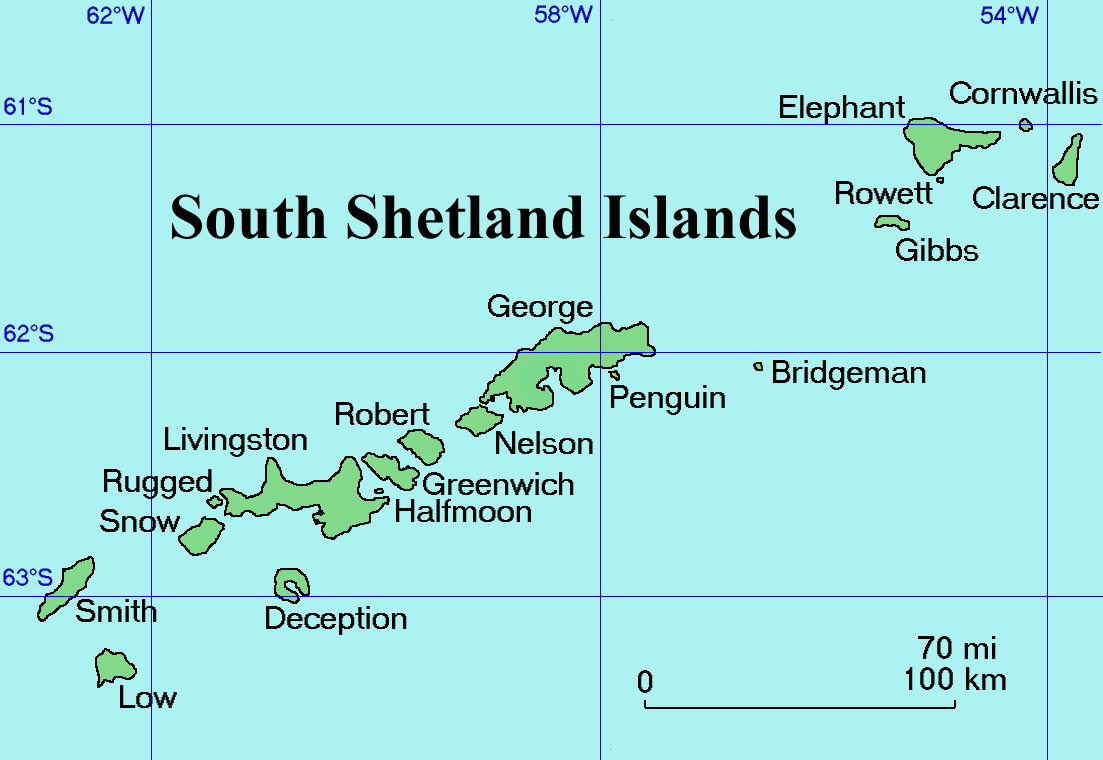

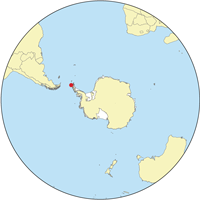

布里奇曼島是南極洲的島嶼，屬於南設得蘭群島的一部分，位於喬治王島以東37公里的南冰洋海域，長0.9公里、寬0.6公里，最高點海拔高度240米，島上無人居住。

## 外部連結
- Website with a picture of Bridgeman Island （页面存档备份，存于）
- Website with another picture of Bridgeman island , in Spanish.